# Mittenwalde
Mittenwalde  er en by med 9140 indbyggere, der ligger i
i Landkreis Dahme-Spreewald i delstaten Brandenburg i Tyskland.
Byens område er identisk med området af det tidligere Amt Mittenwalde, som eksisterede fra 1992 til 2003. Siden den 25. juni 2018 har Mittenwalde officielt fået det ekstra navn "Paul-Gerhardt-Stadt"  og hædrer dermed byens "Første Æresborger", den Evangelisk Lutherske salmedigter Paul Gerhardt.

## Geografi
Mittenwalde ligger på en af de ældste sejlbare ruter i Mark Brandenburg, den sluseregulerede Notte. Den er omkring 25 kilometer lang og fører gennem distrikterne Schenkendorf-Krummensee, Mittenwalde og Telz til den nærliggende Landkreis Teltow-Fläming. Mod nordvest løber Zülow-kanalen forbi byens centrum, som er forbundet med Notte. Nordøst for byens centrum ligger Tonsee, hvor der indtil 1920'erne blev udvundet ler.
Byen Mittenwalde grænser op til Schönefeld i nord, til Königs Wusterhausen i nordøst, til Bestensee i øst, til Groß Köris i sydøst og til Teupitz i syd, i sydvest til Zossen og i vest til Rangsdorf.

## Historie
Mittenwalde blev første gang nævnt i dokumenter i 1239 og bestod af et askansk grænseslot mod Lausitz, som sandsynligvis blev bygget på Hausgrabenberg på en slavisk borgvold. I højmiddelalderen, på tidspunktet for tysk statsudvidelse mod øst, var Mittenwalde et magtcentrum for Wettinere på Teltow. I 1245, efter Heinrich 3.s nederlag i den seksårige Teltow-krig, faldt hele Teltow med Mittenwalde permanent til de fælles regerende askanske markgrever Johann 1. og Otto 3. og dermed til Mark Brandenburg. I 1255 blev Mittenwalde navngivet som sogne- og ærkediakonby. Mittenwalde blev først omtalt som en by i et dokument i 1307, da markgreven gav byen ret til at skære træ i Teupitz. I juni 1315 blev byens skovhugstrettigheder fornyet og udvidet af markgreve Waldemar.